# NGC 6160
NGC 6160 ist eine 13,3 mag helle cD-Galaxie vom Hubble-Typ E2 im Sternbild Herkules am Nordsternhimmel. Sie ist schätzungsweise 432 Millionen Lichtjahre von der Milchstraße entfernt und hat einen Durchmesser von etwa 230.000 Lichtjahren.
Im selben Himmelsareal befinden sich u. a. die Galaxien NGC 6146, NGC 6150, NGC 6173, NGC 6174.
Das Objekt wurde am 18. März 1787 von Wilhelm Herschel mit einem 18,7-Zoll-Spiegelteleskop entdeckt, der sie dabei mit „vF, S, R, lbM, easily resolvable, near some small stars“ beschrieb.